# 루키우스 율리우스 카이사르
루키우스 율리우스 카이사르(라틴어: Lucius Julius Caesar, 기원전 135년 경 - 기원전 87년)는 로마 공화정 시대의 정치가 · 군인이다. 아버지는 같은 이름의 루키우스 카이사르이며, 동생으로 율리우스 카이사르 스토라보 워피스쿠스(Gaius Julius Caesar Strabo Vopiscus)가 있었던 것으로 알려져 있다.

## 생애
루키우스의 초반 생애는 알려진 것이 없다. 그가 처음으로 역사에 이름이 오른 것은 기원전 100년에 포푸라레스(민중파)의 호민관 루키우스 아풀레이우스 사투르니누스의 몰락에 관여한 것이었다. 기원전 94년에 법무관으로 선출되었지만, 재무관과 조영관 취임 이력은 없었던 것 같다. 법무관 임기 이후 마케도니아 속주의 총독으로 부임했다.
기원전 91년에 발발한 동맹시 전쟁이 로마를 뒤덮은 가운데, 기원전 90년에 루키우스는 집정관에 선출되어 삼니움인을 격파했다. 또한 그 해에 동맹시 전쟁에 가담하지 않은 동맹 도시들에게 로마 시민권을 부여하는 내용의 법안(율리우스 법)을 통과시켰다. 법률의 성립에 의해 동맹시 전쟁은 잦아들었고, 기원전 88년에 전쟁은 완전히 종결되었다. 또한 89년에 감찰관이 된 루키우스는 새로 로마 시민이 된 시민들의 선거구를 제정하는 것도 결정했다.
그러나 기원전 87년에 가이우스 마리우스의 당파가 이탈리아 본국에 군사를 보내 침공하여 로마를 점령하면서 옵티마테스(벌족파)에 속하는 것으로 간주된 루키우스와 동생 카이사르 워피스쿠스는 시가전이 전개된 끝에 마리우스파에 의해 살해되었다. 2명의 수급은 원로원의 연단에 놓였다고 티투스 리비우스는 전하고 있다.
루키우스는 같은 이름의 루키우스 카이사르와 율리아, 2명의 아이들이 알려져 있다. 또한 나중에 종신독재관이 된 율리우스 카이사르는 루키우스의 조카에 해당한다.